# Ottembourg
Ottenburg, en français Ottembourg, est une section de la commune belge de Huldenberg située en Région flamande dans la province du Brabant flamand. C'était une commune à part entière avant la fusion des communes de 1977.

## Évolution démographique
- Sources : INS, Rem. : 1831 jusqu'en 1970 = recensements, 1976 = nombre d'habitants au 31 décembre.

## Histoire
Sous l'ancien régime, Ottembourg est une seigneurie indépendante, légalement placée sous la commune de Lubbeek, dans le quartier de Louvain du duché de Brabant.
Après l'invasion française, Ottembourg devient une commune du canton de Grez dans le département de la Dyle.
Elle est ensuite transférée dans le canton de Léau. La commune reste indépendante jusqu'à sa fusion avec Huldenberg en 1977.